# Araneus psittacinus
Araneus psittacinus este o specie de păianjeni din genul Araneus, familia Araneidae. A fost descrisă pentru prima dată de Keyserling, 1887. Conform Catalogue of Life specia Araneus psittacinus nu are subspecii cunoscute.